# 69 г. пр.н.е.
69 (шестдесет и девета) година преди новата ера (пр.н.е.) е година от доюлианския (Помпилийски) римски календар.

## Събития

### В Римската република
- Консули на Римската република са Квинт Хортензий Хортал и Квинт Цецилий Метел Кретик.
- Марк Тулий Цицерон е едил.[1]
- Юлий Цезар служи като военен квестор в Испания.[1]
- Трета Митридатова война:
  - Лукул прекосява Кападокия, за да достигне река Ефрат и да нахлуе в Армения.
  - 7 октомври – по-малобройните римляни, предвождани от Лукул, разбиват голямата войска на Тигран II при Тигранакерт. Тигран избягва на север след като е загубил между 10000 и 100000 от войниците си.[2][1]

## Родени
- Клеопатра VII, последната египетска царица от династията на Птолемеите (умряла 30 г. пр.н.е.)
- Октавия Младша, дъщеря на племенницата на Цезар – Ация (умряла 11 г. пр.н.е.)

## Починали
- Клеопатра Селена I, египетска царица (родена ок. 135 г. пр.н.е.)
- Юлия, съпруга на Гай Марий (родена ок. 130 г. пр.н.е.)